# Gefangener

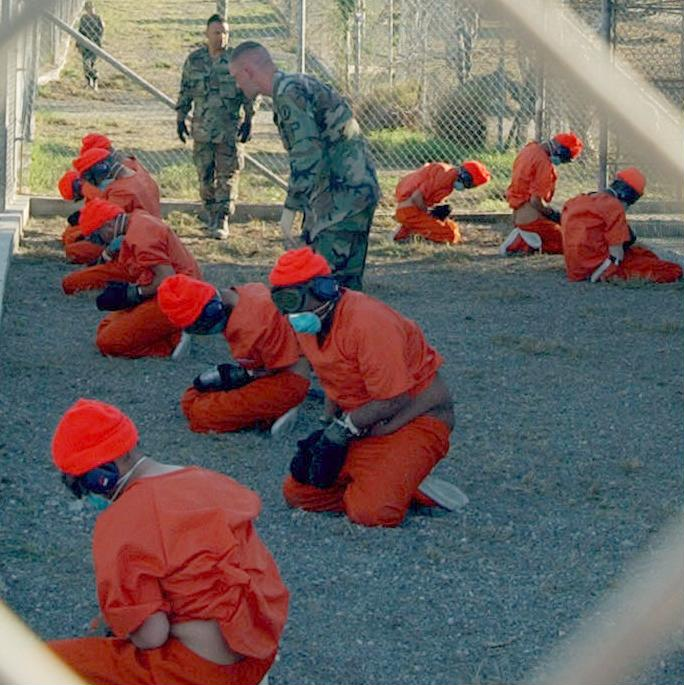
Häftlinge in Camp X-Ray in Guantánamo (2002)

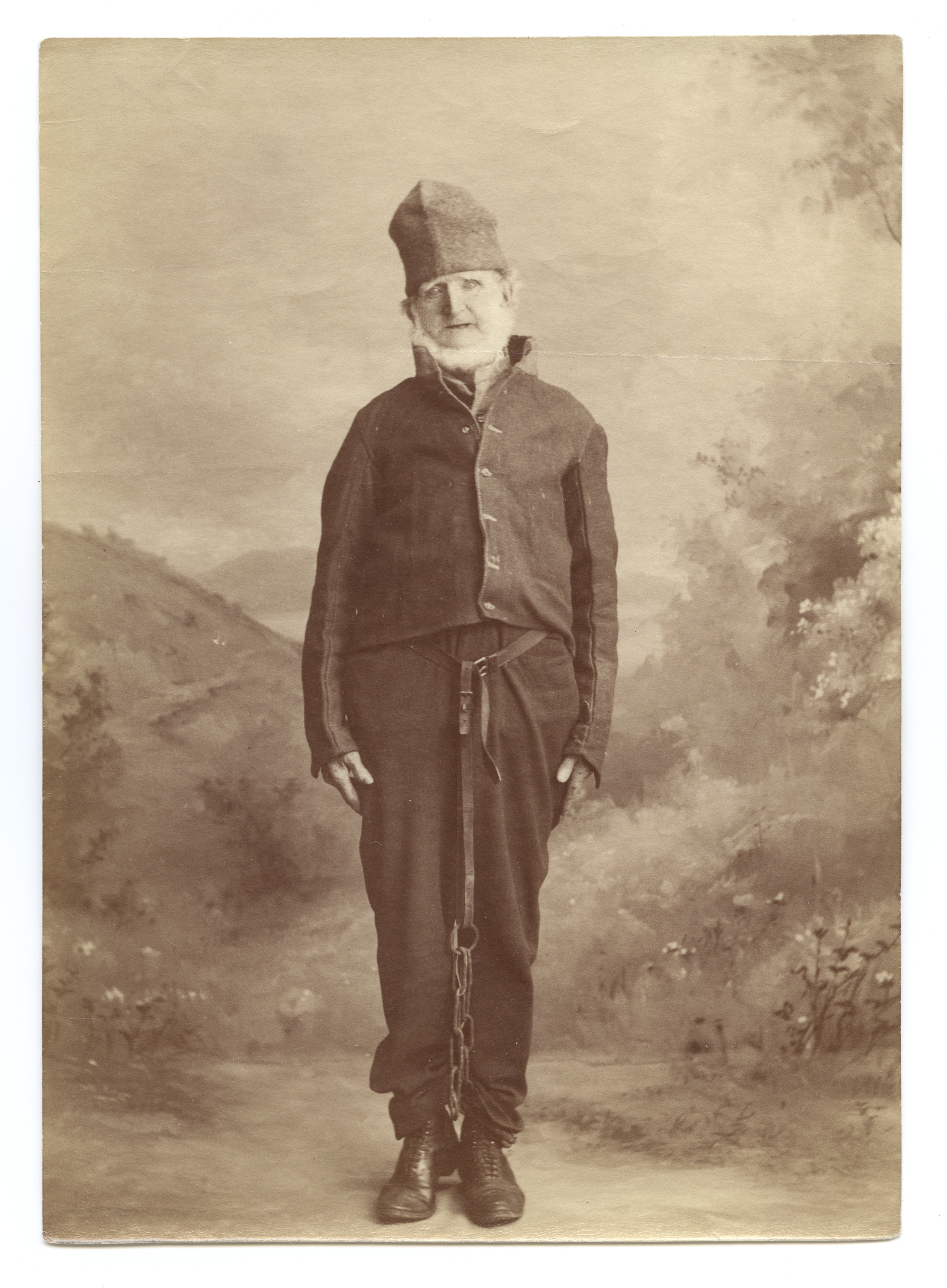
Gefangener in Sträflingskleidung und mit Fußketten (Tasmanien um 1900)

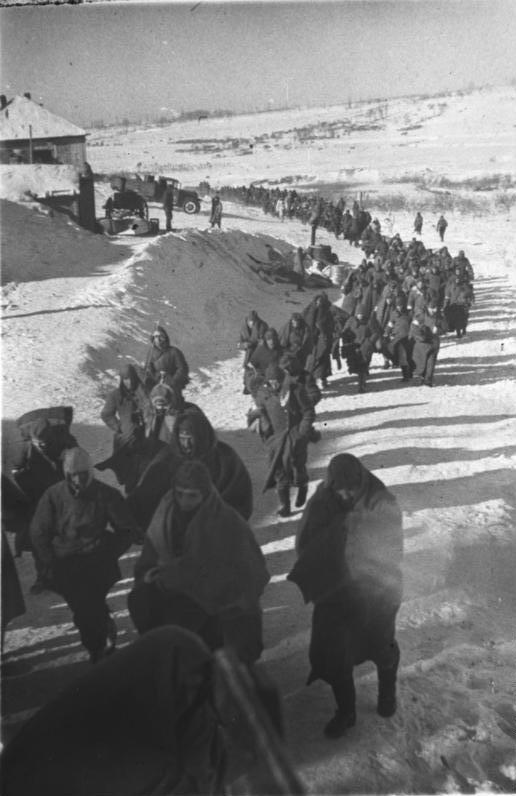
Kolonne deutscher Gefangener bei Stalingrad (Februar 1943)

Ein Gefangener bzw. eine Gefangene ist eine Person, die in ihren Freiheitsrechten legal beschränkt oder ihrer illegal beraubt ist, sich also unfreiwillig in Gefangenschaft – hoheitlichem Gewahrsam oder in der Gewalt von Kriminellen – befindet.
- Die Freiheitsentziehung (hoheitliche Gewalt) kann unterschiedliche Gründe und Form haben. Der bekannteste ist die Verwahrung in einem Gefängnis, Zuchthaus oder in Haft aufgrund eines richterlichen Urteils oder Beschlusses, aber auch aufgrund einer Maßnahme der Polizei. Daneben gibt es auch den offenen Vollzug (etwa Halbgefangenschaft, tageweiser Vollzug), der im Electronic Monitoring einen Übergang zum Verbüßen einer hoheitlichen Sanktion ohne Freiheitsentzug darstellt.
- Auch Opfer von Freiheitsberaubung wie z. B. Entführung oder Geiselnahme sind Gefangene.

Man unterscheidet im Rechtswesen als legitime Gefangennahmen
- Strafgefangene, die nach Verurteilung wegen einer Strafhaft eine Freiheitsstrafe verbüßen
- Gefangene in Sicherungsverwahrung
- die Untersuchungshaft
- zur Vorbereitung einer Auslieferung oder Abschiebung Inhaftierter ins Ausland
- Kriegsgefangene, die unter Anwendung des Kriegsvölkerrechts in Gefangenschaft sind
- sowie jeden, dem aufgrund der Ausübung der exekutiven Gewalt die Freiheit genommen wird.

Häftlinge, die aus politischen Gründen inhaftiert sind, bezeichnet man als politische Gefangene. Eine weitere Sonderform ist die Verwahrung psychisch kranker Straftäter in (meist geschlossenen) Heil- und Pflegeanstalten, etwa fürsorgerischer Freiheitsentzug in der Schweiz, Unterbringung in Österreich.

## Deutschland
Für den Gefangenen hat der Freiheitsentzug erheblichen Einfluss auf seine bürgerlichen Grundrechte; aus der Gefangennahme erfolgt eine Einschränkung derselben. Tangierte Einschränkungen der Grundrechte sind unter anderem:
- das Briefgeheimnis (Art. 10 GG)
- freie Meinungsäußerung ohne Zensur (Art. 5 GG)
- die Freizügigkeit (Art. 11 GG)
- Gefangenenarbeit, Arbeitspflicht des Strafgefangenen, (explizit erwähnt für Deutschland in Art. 12 Abs. 3 GG und § 41 StVollzG; in Österreich § 44 Abs. 1 österr. StVG und §§ 44ff; in der Schweiz Art. 82 sStGB)
- Eheschließung und Scheidung in Österreich: (§ 100, § 99 öStVG), Umgang mit den Kindern

Weitere Aspekte sind die Kleiderordnung (Tragen der Privatkleidung oder einheitliche Anstaltskleidung), Freizeitgestaltung und anderes.
Internationale Regelungen, die Rechte, Pflichten und sonstige Lebensumstände von Gefangenen regeln:
- Europäische Gefängnisregeln
- Genfer Konventionen
- Haager Landkriegsordnung

Auch ein Arrestant (Jugendstrafe) ist ein Strafgefangener, jedoch nur für kurze Zeit.